# Esmeraldas (Minas Gerais)
Esmeraldas est une municipalité brésilienne de l'État du Minas Gerais et la microrégion de Belo Horizonte.